# The Collector (Marvel)
The Collector, beter bekend als Taneleer Tivan, is een personage uit de strips van Marvel Comics. Hij verscheen voor het eerst in The Avengers #28 (mei 1966) en werd bedacht door Stan Lee en Don Heck. The Collector is een verzamelaar van verschillende levende wezens die hij verzamelt uit het hele universum. Hij is een van de Elders of the Universe.
De Nederlandse stem van The Collector is Simon Zwiers, voorheen was dit Sander de Heer. 

## Biografie
Taneleer Tivan is een van laatst overgebleven leden van de eerste soorten die uit de oerknal zijn ontstaan. De dood maakte hem onsterfelijk. Hij gaat sindsdien door het leven onder de naam The Collector. The Collector is een van de vijf oudste wezens in het volledige heelal. The Collector is geobsedeerd met het verzamelen en hebben van levende wezens en zeldzame voorwerpen uit het heelal.

## In andere media

### Marvel Cinematic Universe
In 2013 verscheen dit personage in het Marvel Cinematic Universe, vertolkt door Benicio del Toro. The Collector is de grootste verzamelaar van het universum. Hij verzamelt onder andere verschillende levende wezens en andere magische voorwerpen. Enkele van deze wezens zijn Cosmo the Space Dog en Howard the Duck, die beiden bij een ongeluk weten te ontsnappen. The Collector is in bezit van de rode Infinity Stone. Hij wist bijna de paarse oneindigheidssteen van de Guardians of the Galaxy in handen te krijgen, maar deze deal ging niet door. Later wordt de gehele verzameling van The Collector vernietigd wanneer de superschurk Thanos de rode oneindigheidssteen op komt eisen. The Collector is onder andere te zien in de volgende films en serie: 
- Thor: The Dark World (2013)
- Guardians of the Galaxy (2014)
- Avengers: Infinity War (2018)
- What If...? (2021) (stem) (Disney+)

### Televisieseries
In de animatieseries Ultimate Spider-Man, Hulk and the Agents of S.M.A.S.H. en Guardians of the Galaxy speelt de Collector ook een rol, waarbij de Nederlandse stem wordt gedaan door Sander de Heer.

### Guardians of the Galaxy - Mission: Breakout!
In de attractie Guardians of the Galaxy - Mission: Breakout! in het attractiepark Disney California Adventure Park gaat men in de collectie van The Collector waar allemaal verschillende wezens en magische voorwerpen te zien zijn die hij in zijn collectie heeft. Ook vertelt de Collector wat men van de attractie kan verwachten en vertelt hij enige veiligheidsregels voordat men de daadwerkelijke attractie van de Collector ingaat.

### Computerspelen
De Collector komt ook voor in enkele computerspelen:
- Disney Infinity 2.0: Marvel Super Heroes, waarbij hij bepaalde opdrachten geeft aan de speler
- LEGO Marvel Avengers, waarbij men spullen moet zoeken voor zijn verzameling.
- Marvel Avengers Academy